# 1. deild 1993 (Islanda)
La 1. deild 1993 fu la 83ª edizione della massima serie del campionato di calcio islandese disputata tra il 23 maggio e il 25 settembre 1993 e conclusa con la vittoria del ÍA, al suo quattordicesimo titolo e secondo consecutivo.
Capocannoniere del torneo fu þordur Guðjonsson (ÍA) con 19 reti.

## Formula
Come nella stagione precedente le squadre partecipanti furono dieci e si incontrarono in un turno di andata e ritorno per un totale di diciotto partite.
Le ultime due classificate retrocedettero in 2. deild karla.
Le squadre qualificate alle coppe europee furono tre: i campioni e la seconda alla Coppa UEFA 1994-1995 e il vincitore della coppa nazionale alla Coppa delle Coppe 1994-1995.

## Squadre partecipanti
| Club     | Città          | Stadio | Posizione 1992     |
| -------- | -------------- | ------ | ------------------ |
| Fram     | Reykjavík      |        | 5°                 |
| ÍBV      | Vestmannaeyjar |        | 8°                 |
| Valur    | Reykjavík      |        | 4°                 |
| KR       | Reykjavík      |        | 2°                 |
| Víkingur | Reykjavík      |        | 7°                 |
| Fylkir   | Reykjavík      |        | 2. deild           |
| ÍA       | Akranes        |        | Campione d'Islanda |
| Keflavík | Keflavík       |        | 2. deild           |
| FH       | Hafnarfjörður  |        | 6°                 |
| Þór      | Akureyri       |        | 3°                 |

## Classifica finale
|                    | Pos. | Squadra  | Pt | G  | V  | N | P  | GF | GS | DR  |
| ------------------ | ---- | -------- | -- | -- | -- | - | -- | -- | -- | --- |
| Islanda (bandiera) | 1.   | ÍA       | 49 | 18 | 16 | 1 | 1  | 62 | 16 | +46 |
|                    | 2.   | FH       | 40 | 18 | 12 | 4 | 2  | 39 | 21 | +18 |
|                    | 3.   | Keflavík | 27 | 18 | 8  | 3 | 7  | 31 | 31 | +0  |
|                    | 4.   | Fram     | 25 | 18 | 8  | 1 | 9  | 38 | 37 | +1  |
|                    | 5.   | KR       | 24 | 18 | 7  | 3 | 8  | 37 | 34 | +3  |
|                    | 6.   | Valur    | 22 | 18 | 6  | 4 | 8  | 25 | 24 | +1  |
|                    | 7.   | Þór      | 20 | 18 | 5  | 5 | 8  | 20 | 30 | -10 |
|                    | 8.   | ÍBV      | 19 | 18 | 5  | 4 | 9  | 31 | 41 | -10 |
|                    | 9.   | Fylkir   | 19 | 18 | 6  | 1 | 11 | 22 | 35 | -13 |
|                    | 10.  | Víkingur | 11 | 18 | 3  | 2 | 13 | 23 | 59 | -36 |

Legenda:
      Campione d'Islanda e ammesso alla Coppa UEFA
      Ammesso alla Coppa delle Coppe
      Ammesso alla Coppa UEFA
      Retrocesso in 2. deild karla
Note:
Tre punti a vittoria, uno a pareggio, zero a sconfitta.

### Verdetti
- ÍA Campione d'Islanda 1993 e qualificato alla Coppa UEFA
- FH qualificato alla Coppa UEFA
- Keflavík qualificato alla Coppa delle Coppe
- Fylkir e Víkingur retrocesse in 2. deild karla.